# Sở giao dịch chứng khoán Đài Loan
Sở giao dịch chứng khoán Đài Loan (TWSE; tiếng Trung: 臺灣證券交易所; bính âm: Táiwān Zhèngquàn Jiāoyì Suǒ) là một tổ chức tài chính, đặt tại Đài Bắc 101, tại Đài Bắc, Đài Loan. TWSE được thành lập vào năm 1961 và bắt đầu hoạt động như một sàn giao dịch chứng khoán vào ngày 9 tháng 2 năm 1962. Nó được quy định bởi Ủy ban Giám sát Tài chính.
Tính đến ngày 31 tháng 12 năm 2013, Sở Giao dịch Chứng khoán Đài Loan đã có 809 công ty niêm yết có tổng giá trị vốn hóa thị trường là 24.519.622 triệu Tân Đài tệ.
Chương trình trao đổi phát sóng thông tin trước giờ từ 7:40 đến 8:40. Sau đó, nó có các phiên giao dịch bình thường từ 09:00 đến 13:45 và các phiên giá thị trường cố định từ 14:00 đến 15:00 vào tất cả các ngày trong tuần trừ thứ Bảy, Chủ Nhật và ngày lễ được tuyên bố bởi việc trao đổi trước.
Chủ tọa hiện tại của TWSE là Shih Jun-ji. Chủ tịch là Lee Chi-hsien. 